# Verzetsmonument Sint Pancras
Het verzetsmonument in Sint Pancras is opgericht ter herdenking aan het Nederlands verzet en de executie van twintig Nederlandse verzetsmensen.
Aan het eind van de Duitse bezetting van Nederland werden op 15 april 1945 20 verzetsmensen uit het huis van bewaring in Amsterdam als represaille van een sabotage van de spoorlijn Den Helder - Amsterdam naar de plek van aanslag gevoerd en neergeschoten. De spoorsabotage was mogelijk een represaille op het Duitse handelen op Texel bij de opstand van de Georgiërs.
Om de slachtoffers te herdenken werd het monument opgericht en op 15 april 1946 onthuld. Het is een bakstenen zuil met een trapsgewijs verlopend muurtje. In 2011 is op het monument een lijst van de geëxecuteerden aangebracht. Het staat nabij de spoorwegovergang in Sint Pancras bij de voormalige halte St. Pancras.
De geëxecuteerden waren C.R.L.P. Amsingh, H. van Asten, L.A. Berben, H.J. Habraken, J. Joosten, L.J. Keimpema, J.A.A. van Meeteren, A.F.J. Meierdrees, T.P. Nieland, K. Ooms, J.H. Overdiek, J. Pardoen, J.C. Pompe, J. Prins, G. Steen, R. Stroethoff, C. Tijmes, J.H. Wille, J.L. Steets en H. Wipper.